# Coppa del Re (pallanuoto)
La Coppa del Re (in spagnolo Copa del Rey), nota anche come Coppa di Spagna, è la coppa nazionale spagnola di pallanuoto maschile; il trofeo viene assegnato annualmente dalla Reale Federazione Spagnola del Nuoto (RFEN).
Il primo torneo è stato disputato nella stagione 1986-87 con il nome di Copa de España e dal 1989-90 ha assunto la denominazione di Copa del Rey. Il club più titolato è il Barceloneta, vincitore di ventuno coppe.
Il trofeo si assegna in sede unica e vi partecipano le prime otto classificate del girone di andata della Divisione d'Onore (le prime sette nel caso in cui il club organizzatore non ne faccia parte); le squadre sono inserite in un tabellone a eliminazione diretta.

## Albo d'oro
| Stagione | Vincitore   | Finalista   | Risultato        |
| -------- | ----------- | ----------- | ---------------- |
| 1987     | Catalunya   | Barcellona  | 7–6, 11–13       |
| 1988     | Catalunya   | Barcellona  | 7–4, 9–12        |
| 1989     | Barcellona  | Catalunya   | 10–9             |
| 1990     | Catalunya   | Barcellona  | 8–8, 10–9        |
| 1991     | Barcellona  | Mediterrani | 13–19, 12–8      |
| 1992     | Catalunya   | Terrassa    | 14–8, 8–10       |
| 1993     | Mediterrani | Barcellona  | 11–12, 12–11     |
| 1994     | Catalunya   | Mediterrani | 9–7              |
| 1995     | Barcellona  | Mediterrani | 11-7             |
| 1996     | Barcellona  | Mediterrani | 6–2              |
| 1997     | Catalunya   | Poble Nou   | 7–6              |
| 1998     | Sabadell    | Real Canoe  | 6–5              |
| 1999     | Barcellona  | Real Canoe  | 10–9             |
| 2000     | Barceloneta | Real Canoe  | 8–6              |
| 2001     | Barceloneta | Real Canoe  | 11-3             |
| 2002     | Barcellona  | Sabadell    | 10–9             |
| 2003     | Barcellona  | Barceloneta | 8–6              |
| 2004     | Barceloneta | Barcellona  | 6-5              |
| 2005     | Sabadell    | Barcellona  | 5–4              |
| 2006     | Barceloneta | Sabadell    | 11–4             |
| 2007     | Barceloneta | Terrassa    | 10–5             |
| 2008     | Barceloneta | Sant Andreu | 11–5             |
| 2009     | Barceloneta | Terrassa    | 10–7             |
| 2010     | Barceloneta | Sabadell    | 12–6             |
| 2011     | Barcellona  | Barceloneta | 7–3              |
| 2012     | Sabadell    | Barceloneta | 11–10            |
| 2013     | Barceloneta | Real Canoe  | 14–5             |
| 2014     | Barceloneta | Sant Andreu | 14–5             |
| 2015     | Barceloneta | Mataró      | 11-5             |
| 2016     | Barceloneta | Sant Andreu | 7-6              |
| 2017     | Barceloneta | Sabadell    | 10–5             |
| 2018     | Barceloneta | Terrassa    | 13–8             |
| 2019     | Barceloneta | Mediterrani | 12–2             |
| 2020     | Barceloneta | Terrassa    | 12–6             |
| 2021     | Barceloneta | Barcellona  | 9–3              |
| 2022     | Barceloneta | Sabadell    | 12–5             |
| 2023     | Barceloneta | Sabadell    | 9–9 (4–3 d.t.r.) |
| 2024     | Barceloneta | Sabadell    | 10-6             |
| 2025     | Barceloneta | Sabadell    | 14-5             |

## Vittorie per club
| Pos. | Squadra     | Vittorie |
| ---- | ----------- | -------- |
| 1    | Barceloneta | 21       |
| 2    | Barcellona  | 8        |
| 3    | Catalunya   | 6        |
| 4    | Sabadell    | 3        |
| 5    | Mediterrani | 1        |